# Доха (стадион)
До́ха (араб. ستاد الدوحة‎, ивр. איצטדיון דוחא‎, англ. Doha Stadium; неофициальное название Стадион Мира, ивр. איצטדיון השלום‎) — футбольный стадион в арабском городе Сахнин в Израиле. Домашний стадион команды «Бней Сахнин», выступающей в Премьер-лиге чемпионата Израиля. На стадионе также проводит домашние матчи команда Национальной лиги «Ахва» (Аррабе).
Стадион открыт в 2006 году; в 2009 году северная трибуна прошла реконструкцию. Вместимость стадиона (2009 год) — 8500 мест, запланированная вместимость — 13000 мест.
От 6 до 10 миллионов долларов США были в 2005 году выделены на постройку стадиона правительством Катара по инициативе члена Кнессета Ахмеда Тиби. Решение об этом было принято в день, когда Катар был избран членом Совета Безопасности ООН при поддержке Израиля. Израиль выделил на постройку 3,3 миллиона долларов. Строительство стадиона было частью проекта «Город спорта», на который было мобилизовано в общей сложности 17 миллионов долларов из государственных средств и частных пожертвований, в том числе 400 тысяч долларов от израильского миллионера Аркадия Гайдамака.